# Martin Gerber
Martin Gerber (ur. 3 września 1974 w Burgdorfie) – szwajcarski hokeista, reprezentant Szwajcarii, dwukrotny olimpijczyk.

## Kariera
- SC Langnau (1994–2001)
- Färjestad BK (2001–2002)
- Cincinnati Mighty Ducks (2002)
- Anaheim Ducks (2002–2004)
- SCL Tigers (2004)
- Färjestad BK (2004–2005)
- Carolina Hurricanes (2005–2006)
- Ottawa Senators (2006–2009)
  -  Binghamton Senators (2009)
- Toronto Maple Leafs (2009)
- Atłant Mytiszczi (2009–2010)
- Oklahoma City Barons (2010)
- Edmonton Oilers (2010)
- Oklahoma City Barons (2010–2011)
- Växjö Lakers (2011–2012)
- Rögle BK (2012–2013)
- Kloten Flyers (2013-2017)

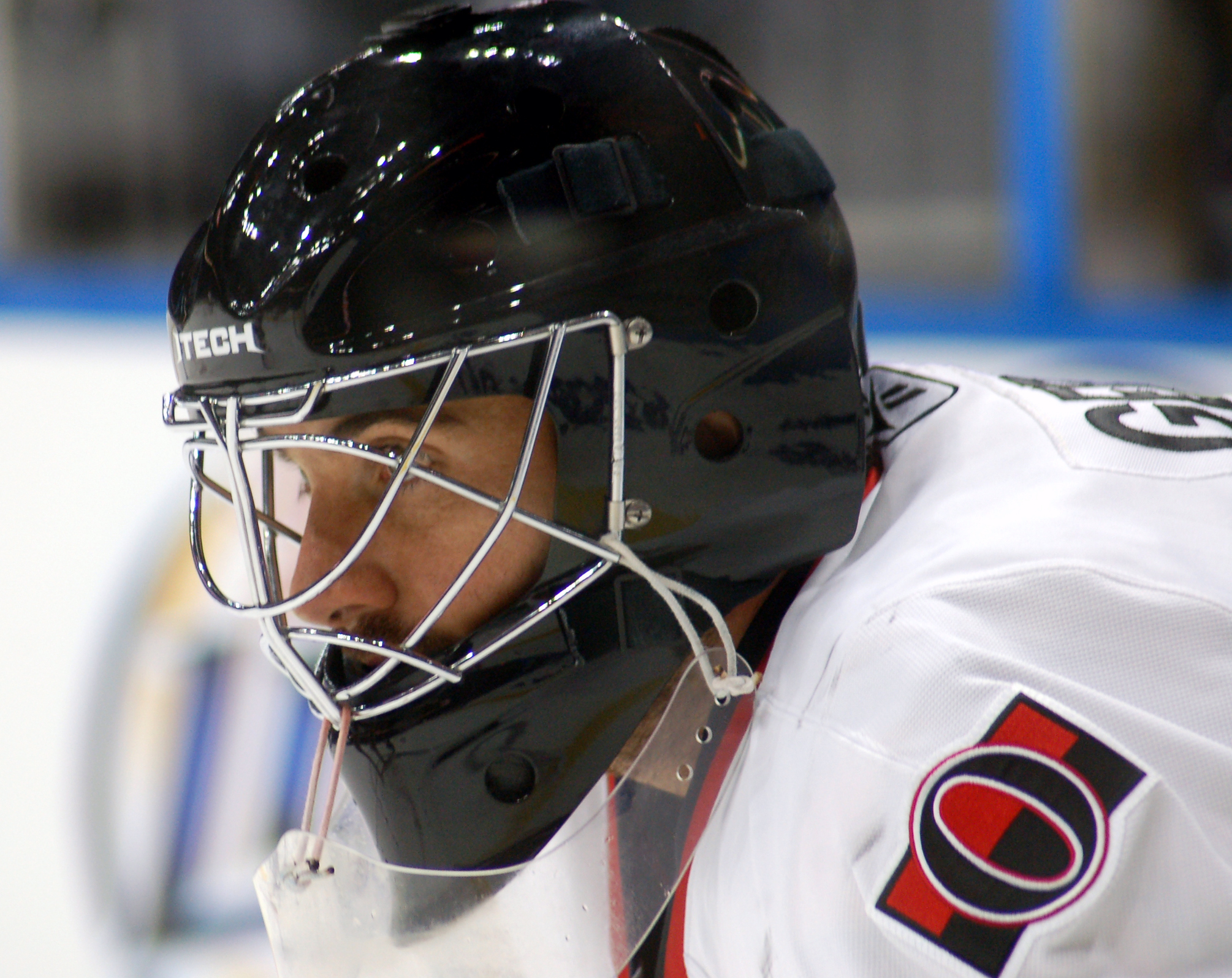
Martin Gerber (2007)

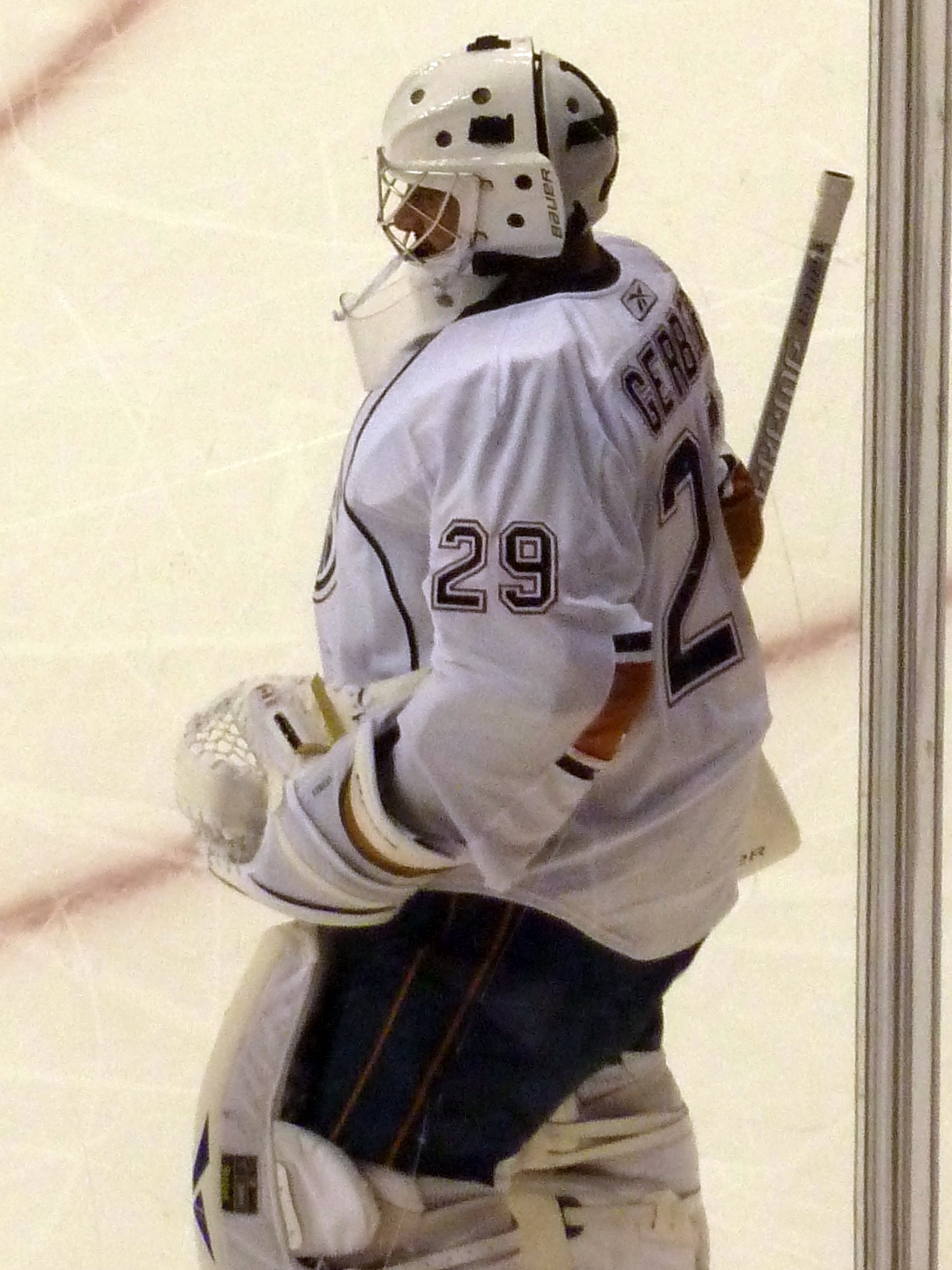
Martin Gerber w barwach Edmonton Oilers (2010)

Wychowanek klubu SC Langnau, w którym grał do 2009 roku. Po drafcie NHL w 2001 przeniósł się do szwedzkiego klubu Färjestad BK. Swój pierwszy mecz w NHL rozegrał 11 października 2002 przeciwko Dallas Stars (wynik 2:4). W pierwszym sezonie rozegrał 22 spotkania. W fazie play-off pierwszym bramkarzem Anaheim był Jean-Sébastien Giguère, Gerber rozegrał 2 spotkania, a Anaheim doszło do finału. W sezonie 2003/2004 rozegrał 32 spotkania. 16 czerwca 2004 przeszedł do Carolina Hurricanes w zamian za Tomáša Malca i wybór w 3 rundzie draftu 2004. Podczas lokautu występował w swoich dotychczasowych europejskich klubach – SCL Tigers (20 meczów) i Färjestad BK (30 meczów). Play-off 2006 Gerber rozpoczynał jako pierwszy bramkarz Caroliny, jednak w decydujących meczach został zastąpiony przez debiutanta Cama Warda, który był zmiennikiem Gerbera w sezonie zasadniczym. Carolina Hurricanes zdobyła Puchar Stanleya, a Gerber stał się drugim Szwajcarem, który wywalczył to trofeum – pierwszym był David Aebischer w 2001 w barwach Colorado Avalanche.
1 lipca 2006 Gerber, jako wolny agent, podpisał kontrakt z Ottawa Senators. W pierwszym sezonie był zmiennikiem Raya Emery’ego. Ottawa doszła do finału, a Gerber zaliczył w czterech kolejnych sezonach po raz trzeci z inną drużyną finał Pucharu Stanleya jako bramkarz rezerwowy. W sezonie 2007/2008 Gerber był pierwszym bramkarzem „Senatorów”. Ray Emery musiał poddać się zabiegowi chirurgicznemu. Gerber rozegrał 57 spotkań w sezonie regularnym i 4 w play-off. W sezonie 2008/2009 został zmiennikiem pozyskanego przed sezonem Alexa Aulda. 22 stycznia 2009 został przeniesiony do filii zespołu w AHL Binghamton Senators.
4 marca 2009 przeniósł się do Toronto Maple Leafs, by zastąpić kontuzjowanego Vesa Toskale. Do kwietnia 2013 roku gracz Rögle BK. Następnie po wielu latach powrócił do Szwajcarii i podpisał dwuletni kontrakt z klubem Kloten Flyers. Opuścił klub z końcem marca 2017.
Do występów przywdział maskę podobną do hełmu bohatera Gwiezdnych wojen – Dartha Vadera, przez co kibice Ottawy nazywają go „Darth Gerber”.
Uczestniczył w turniejach mistrzostw świata w 2000, 2001, 2002, 2004, 2005, 2008, 2009, 2010 oraz zimowych igrzysk olimpijskich 2002, 2006.

## Sukcesy
Reprezentacyjne
- Srebrny medal mistrzostw świata: 2013

Klubowe
- Złoty medal mistrzostw Szwecji: 2002 z Färjestad BK
- Srebrny medal mistrzostw Szwecji: 2005 z Färjestad BK
- Puchar Stanleya: 2006 z Carolina Hurricanes

Indywidualne
- Sezon Elitserien 2001/2002:
  - Pierwsze miejsce w klasyfikacji średniej goli straconych na mecz
  - Pierwsze miejsce w klasyfikacji skuteczności interwencji
- Hokej na lodzie na Zimowych Igrzyskach Olimpijskich 2002:
  - Pierwsze miejsce w klasyfikacji średniej goli straconych na mecz: 1,52
  - Pierwsze miejsce w klasyfikacji skuteczności interwencji: 95,79%
- Mistrzostwa Świata w Hokeju na Lodzie 2008/Elita:
  - Jeden z trzech najlepszych zawodników reprezentacji
- Mistrzostwa Świata w Hokeju na Lodzie 2009/Elita:
  - Jeden z trzech najlepszych zawodników reprezentacji
- Mistrzostwa Świata w Hokeju na Lodzie 2010/Elita:
  - Jeden z trzech najlepszych zawodników reprezentacji
- Mistrzostwa Świata w Hokeju na Lodzie 2013/Elita:
  - Jeden trzech najlepszych zawodników reprezentacji[4]